# Línia de masses
La línia de masses (xinès simplificat: 群众路线, pinyin: Qúnzhòng lùxiàn) és una metodologia política, organitzativa i de lideratge desenvolupada per Mao Zedong i el Partit Comunista de la Xina (PCX) durant la Revolució Comunista Xinesa. Es desconeix la identitat de la persona que encunyà el terme, si bé alguns l'atribueixen Li Lisan, i altres a Zhou Enlai. En la metodologia de la línia de masses, el lideratge formula polítiques basades en la teoria, les implementa en funció de les condicions reals de la gent, revisa la teoria i la política basades en la pràctica real i utilitza la teoria revisada com a guia per a la pràctica futura. El procés es resumeix com a lideratge "de les masses, a les masses", en un cicle que es repeteix indefinidament.
Mao va desenvolupar la línia de masses en una metodologia organitzativa que engloba la filosofia, l'estratègia, la tàctica, el lideratge i la teoria organitzativa, que ha sigut aplicada per molts comunistes després de la Revolució Comunista Xinesa: des del Che Guevara a l'Amèrica Llatina fins a Ho Chi Minh al Vietnam. Molts líders del PCX han atribuït els seus assoliments com a governants a la fidel recerca de tàctiques efectives de "línia de masses", i se suposa que una línia de masses "correcta" és el requisit essencial per a la plena consolidació del poder.

## Teoria
En la seua concepció original, la línia de masses es referia tant a un objectiu ideològic com a un mètode de treball basat en "posar en comú la saviesa de les masses" (xinès tradicional: 集中群眾智慧, xinès simplificat: 集中群众智慧, pinyin: jízhōng qúnzhòng zhìhuì) a partir del qual els líders del PCX podrien formular polítiques després realitzar més deliberacions, ajustaments, implementació i experimentació, que al seu torn continuarien rebent retroalimentació de les masses. La metodologia és la següent:
1. Es formula una política inicial basada en l'anàlisi històrica i la teoria.[7]
2. A mesura que s'implementa, la política i la teoria subjacent es revisen d'acord amb les condicions del món real.[7]
3. La teoria revisada esdevé llavors la guia per a l'acció correcta en el futur.[7]

Així doncs, la línia de masses és un mètode en què la teoria es va refinant mitjançant la pràctica, amb un lideratge que flueix "cap a les masses - de les masses - cap a les masses".
En fer això, es forma una línia de retroalimentació entre els líders i les masses, que representa els interessos agregats de la gent corrent en nom seu, en una línia política maoista, aparentment derivada "dels llauradors". És paper dels governs escoltar les idees disperses de les masses, convertir-les en idees sistèmiques i retornar-les al poble com a guia per a l'acció. Es tracta d'un procés pel qual el lideratge refina els punts de vista de la gent, "reunint la saviesa de les masses", mentre ajusta i prova constantment les decisions en una "espiral interminable" de millora.
Les consideracions pragmàtiques evidents en la línia de masses inclouen la capacitat de conciliar el lideratge central amb la consulta a aquells a qui afectaran les polítiques. Alleuja "dos tendències problemàtiques" que es produeixen amb la centralització: perdre el contacte amb el sentiment popular i crear apatia política entre els ciutadans. Alguns han arribat a especular que l'èxit de Mao va ser el resultat de comprendre com el govern pot emprar la línia de masses per augmentar la seua força.
La línia de masses també forma part d'una "epistemologia (zhishi lun) o metodologia (fangfa lun)" marxista-leninista de llarga durada. Mao va reconéixer com inspiració la Revolució d'Octubre i la posterior formació del Partit d'Avantguarda de Vladimir Lenin. La línia de masses també exhibeix elements d'antigues creences xineses, que emfatitzaven la importància que els governants savis havien de llegir els signes de descontentament popular per tal d'evitar calamitats socials. Alguns argumenten que la concepció de Mao de la línia de masses reflectia la seva fe en el poble, així com una teoria de la "història des de baix".
El principi de la línia de masses es reflecteix en el lema del partit "servir al poble".
El llegat dels principis de la línia de masses també es reflecteix en les relacions interpersonals entre els funcionaris del partit a les branques locals del partit i la gent de les seues jurisdiccions. En moltes localitats, els funcionaris a nivell de comtat i municipi han de visitar els pobles de les jurisdiccions per conéixer personalment els residents i les seues necessitats. L'acadèmica Jing Vivian Zhan descriu el sistema de peticions de la Xina com a relacionat amb els principis de la línia de masses. A través del sistema de peticions, els ciutadans poden registrar queixes sobre problemes socioeconòmics als departaments governamentals i proporcionar un mecanisme perquè l'estat recopile aportacions polítiques del públic i es mantinga en contacte amb ell.

## Història

### Mao Zedong

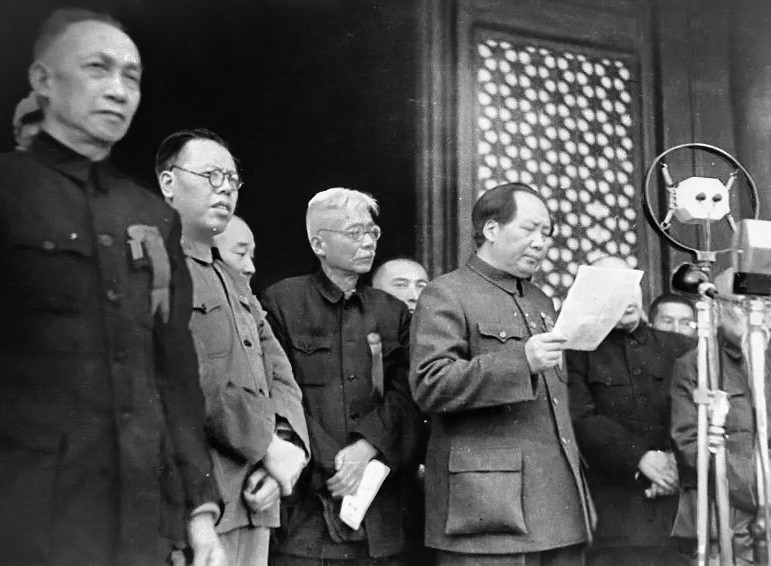
Proclamació de la República Popular de la Xina, 1 d'Octubre del 1949.

Al llarg de l'activitat revolucionària inicial de Mao Zedong entre els camperols de la província de Hunan, va predicar que el PCX havia de confiar en les masses per a la seua força, servir les seues necessitats, "inspirar-se" en elles i orientar la seua ideologia política i les tàctiques organitzatives a la seua capacitat de resposta. Això s'articula formalment a l'Informe de 1927 sobre una investigació del moviment camperol a Hunan, que Mao va escriure mentre treballava a Changsha. Entre altres observacions, l'Informe de Hunan va destacar els reptes i els èxits de la mobilització comunista local.
El 1948, Mao afirmaria que la discussió sobre la línia de masses havia estat en curs durant "els darrers dotze anys". Això situa la seua concepció a la dècada del 1930, a l'inici del Moviment de Rectificació de Yan'an (1935–1947). Les obres publicades de Mao reflecteixen això: en un discurs pronunciat al Fòrum de Literatura i Art de Yan'an el 1942, la línia de masses es va articular com una doctrina no oficial del comunisme. En una secció, Mao argumenta que els treballadors culturals tenen un paper a jugar a l'exèrcit revolucionari igual que els camperols, i emfatitza que els artistes i similars han de servir al poble convertint-se en un amb les masses.

Esdevindre un amb les masses també es considerar com una estratègia mitjançant la qual els líders i els organitzadors locals podien formar un llenguatge comú, el maoisme, que els permetia unir-se i "analitzar els problemes de la Xina i proposar solucions":
« Els estadistes revolucionaris, els especialistes polítics que coneixen la ciència o l'art de la política revolucionària, són simplement els líders de milions i milions d'estadistes: les masses. La seua tasca és recollir les opinions d'aquests estadistes de masses, filtrar-les i refinar-les, i retornar-les a les masses, que després les prenen i les posen en pràctica ».
L'1 de juny de 1943, Mao va articular formalment aquest missatge, l'essència de la línia de masses, en un informe al Comité Central del Partit Comunista de la Xina. A l'informe, titulat Resolució del Comité Central del Partit Comunista de la Xina sobre Mètodes de Lideratge, Mao va argumentar que la governança correcta prové "de les masses" i es retorna "a les masses". Això requeria l'adhesió estricta a dos principis: combinar el "general amb el particular" i el "lideratge amb les masses". En afirmar això, Mao va respondre als reptes proposats a l'Informe de Hunan resumint les lliçons apreses en el Moviment de Rectificació de Yan'an. L'informe va ser aprovat pel Politburó del Partit Comunista de la Xina el 1943.
El 1945, Liu Shaoqi va presentar un informe al VII Congrés Nacional del Partit Comunista de la Xina, emfatitzant la necessitat d'un lideratge altruista i responsable davant les masses. Així doncs, calia inculcar certs punts importants a les ments dels membres del partit. Una d'elles era la importància cabdal de l'auditoria externa del lideratge per part de les masses.
Després de reconéixer que un gran nombre de quadres degudament entrenats en tàctiques de línia de masses eren necessaris per construir un "ordre socialista complet", el PCX va intensificar el seu programa de formació de quadres entre 1950 i 1951 per garantir que tots els quadres i altres treballadors foren "acuradament adoctrinats en la teoria i la pràctica bàsiques de la línia de masses marxista-leninista". El problema es va considerar tan greu que els líders del PCX van ajornar temporalment diverses reformes socials importants a l'espera de la finalització del programa de formació de quadres. El 1958, la regulació exigia que els oficials militars treballaren un mes cada any a les files com a soldats comuns. Els buròcrates rebien pressions similars per aprendre dels camperols, cosa que va portar a molts a adoptar la pràctica d'inspeccionar personalment els locals. Liu Shaoqi, per exemple, freqüentava Tianjin, el municipi on va nàixer la seua dona. En molts programes implementats durant la dècada del 1950, el focus va ser la "zona delicada" de les relacions de lideratge amb les masses no convertides: aquelles que encara no havien adherit el programa comunista.

El 1956 es va celebrar el VIII Congrés Nacional del Partit Comunista de la Xina. En contrast amb l'èmfasi de Liu Shaoqi en l'"auditoria de les masses" en el seu Informe del VII Congrés, el VIII Congrés va emfatitzar el paper del lideratge com a director de la línia de masses. Així ho va articular Deng Xiaoping en el seu informe:
" Si el Partit pot mantindre la direcció correcta dependrà de si el Partit pot resumir sistemàticament, després de l'anàlisi i la coordinació, les experiències i els punts de vista de les masses i convertir-los en els punts de vista del Partit, i després portar les idees resultants a les masses, explicar-les i popularitzar-les fins que les masses les accepten com a pròpies... "
El següent període voria una lluita amb el paper del lideratge en la línia de masses. A l'assaig de 1957 Sobre el maneig correcte de les contradiccions entre el poble, Mao descriu una nova aplicació de la retroalimentació entre el lideratge i les masses. Argumentant que la burocràcia ha erosionat l'eficàcia de la línia de masses, Mao proposa que els intel·lectuals de les masses participen en una crítica del govern, en el que es coneixeria com la Campanya de les Cent Flors . Les crítiques inicials van ser immediatament rebutjades quan es van convertir en crítiques amb el govern en el seu conjuent. Llavors, es va iniciar una campanya antidretana entre el 1957 i el 1959.
Tot i que la línia de masses es va emfatitzar a finals dels anys cinquanta i fins als anys seixanta, la seua pràctica es va tornar menys clara. Això ha portat alguns a argumentar que la Xina posterior a la dècada del 1960 era "una situació inèdita d'activitat massiva sense la línia de masses".
Amb la mort de Mao el 9 de setembre de 1976, el seu propi paper s'havia elevat fins al punt que s'havia convertit en el factor definitori de la línia de masses.
El 1977, el nou líder polític preeminent de la Xina, Deng Xiaoping, va iniciar dècades de reformes al país. Tot i que va honorar parcialment el llegat de Mao en la seva Resolució de 1981 sobre certes qüestions de la història del nostre partit des de la fundació de la República Popular de la Xina, el lideratge de Deng va posar menys èmfasi en l'igualitarisme maoista i el col·lectivisme fonamentals per a la línia de masses.

### Xi Jinping

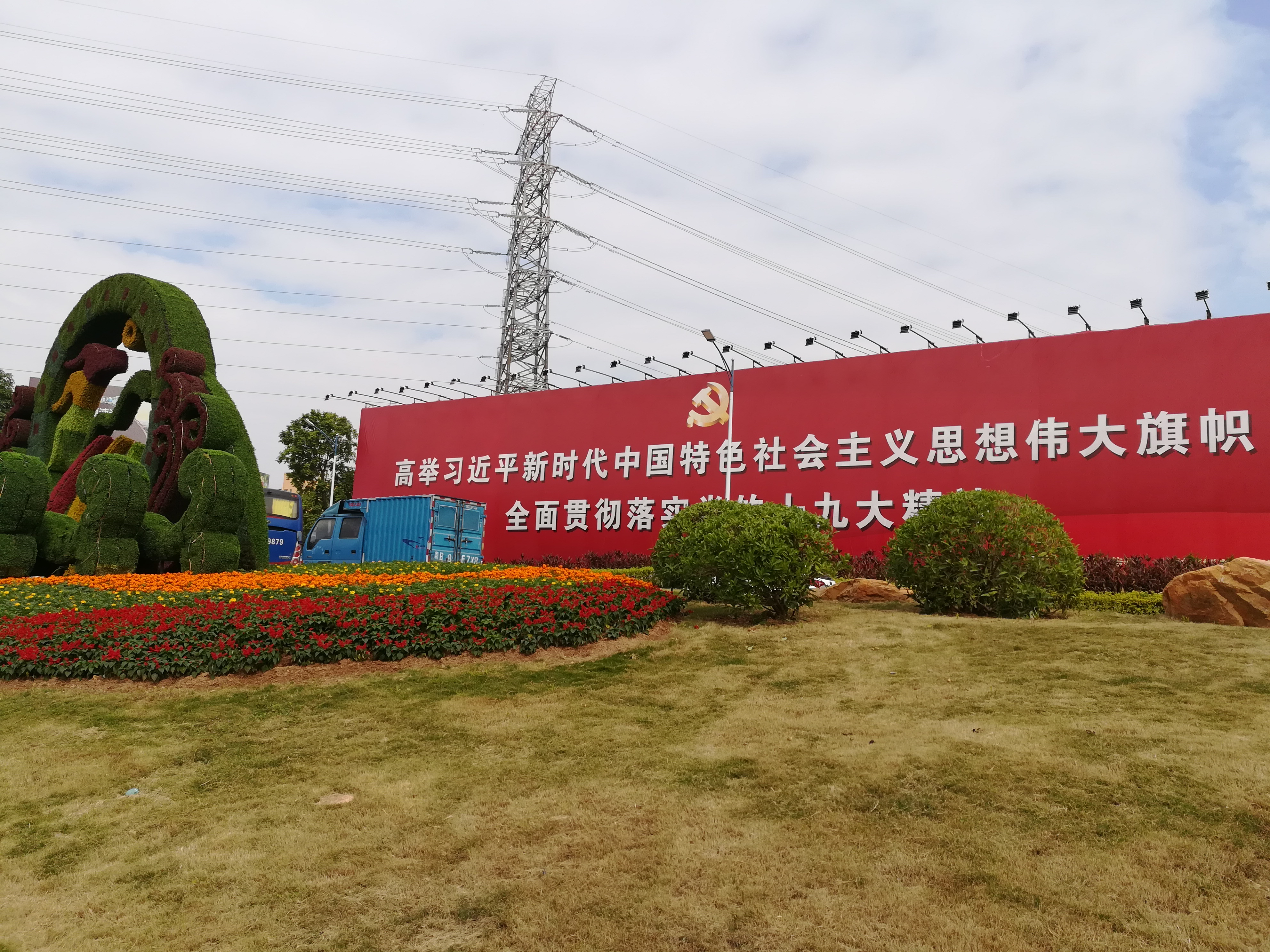
Eslògan a favor del Pensament Xi Jinping, a Longhua, Shenzhen.

Un dels trets distintius del lideratge nacional del secretari general del Partit Comunista de la Xina, Xi Jinping, ha sigut el renaixement de la línia de masses en la teoria i la pràctica del PCX. Les contribucions ideològiques de Xi, descrites com a Pensament Xi Jinping, busquen revitalitzar la línia de masses. El 2013, Xi va iniciar el primer dels Programes Educatius del seu Partit sobre Temes Seleccionats, que abordava la línia de masses. El programa pretenia abordar quatre tipus de comportaments nocius per part dels quadres del partit i exigir als quadres que es fera autoexamen i autocrítica davant dels seus subordinats i que sol·licitaren crítiques als seus subordinats.
Des del 2014, el renaixement es considera que està en curs i "no és un moviment a curt termini", segons el Diari del Poble. Aquell any es va llançar un nou lloc web oficial, centrat en la línia de masses.
En les seues pròpies paraules, Xi ha descrit la campanya en termes de "purificació" del PCX, sovint implicant l'eliminació de "hedonisme i l'extravagància", tot i que la purificació implícita de vegades s'estén metafòricament a qüestions com ara "la reducció de la contaminació atmosfèrica".
Com a part de la campanya, Xi Jinping ha declarat que "tots els òrgans i membres del Partit haurien de ser frugals i fer esforços decidits per oposar-se a l'ostentació i rebutjar l'hedonisme", tot i que la interpretació del que això significa sembla haver variat una mica d'una província a una altra. Segons informes, la província de Hebei va reduir la despesa pública en recepcions oficials en un 24%, va cancel·lar la comanda de 17.000 cotxes nous i va sancionar 2.750 funcionaris del govern. The Economist va informar de dos exemples específics de càstigs sota la nova línia de detenció massiva: la pena de mort per delictes de corrupció, suspesa i no aplicada, però jutjada i imposada a Liu Zhijun i l'acusació del fill de 17 anys d'un oficial militar d'alt rang per una presumpta connexió amb una violació en grup. Potser 20.000 funcionaris del partit van ser castigats durant el primer any de la campanya de renaixement.
L'acadèmic Alexander Korolev argumenta que: "Si s'implementa no com a eina de propaganda sinó com a mecanisme d'articulació i agregació d'interessos, la línia de masses té el potencial d'oferir a la Xina vies alternatives de democratització".
Com a part de la seua èmfasi en la línia de masses, Xi afirma que els funcionaris haurien de "fer més visites a la base per escoltar les opinions de les masses... pensar com les masses... no escatimar esforços per eliminar les queixes públiques i salvaguardar els interessos del poble".